# Первая битва при Ольмедо
Первая битва при Ольмедо (исп. La primera batalla de Olmedo) — сражение, которое произошло 19 мая 1445 года за стенами одноимённого кастильского города. Её не следует путать со второй битвой при Ольмедо, состоявшейся 20 августа 1467 года. После первой битвы наступало окончание Кастильской гражданской войны 1437—1445 гг.
Истоки конфликта начались из-за города Медина-дель-Кампо, когда король Кастилии Хуан II и его фаворит Альваро де Луна издали указ о конфискации доходов, которые король Наварры Хуан Арагонский получил от указанного города. Затем наваррский король вторгся в Кастилию с сильной армией, которую поддерживал его старший брат, король Арагона Альфонсо V. Кастильский король выступил со своей армией из Медина-дель-Кампо с намерением остановить наступление своих врагов, инфантов Арагонских, которые уже пересекли горы Сьерра-де-Гвадаррама с наваррско-арагонской армией, пополненной некоторыми кастильскими дворянами, сочувствовавшими делу инфантов. Битва состоялась в Ольмедо, в результате чего кастильцы одержали быструю победу. Таким образом, инфанты Арагона были устранены с политической карты Кастилии.

## Исторический фон
Через несколько месяцев после переворота в Рагаме в июле 1443 года, в результате которого Лига дворянства во главе с инфантом Энрике Арагонским и королем-консортом Наварры Хуаном Арагонским захватила короля Кастилии Хуана II и принца Энрике Астурийского. Констебль Кастилии Альваро де Луна объявил войну королю Наварры Хуану Арагонскому посредством обнародованного 29 марта 1444 года манифеста, в котором он обратился с призывом, адресованным специально к кастильским областям, граничащим с Наваррой, чтобы все они присоединились к борьбе за освобождение короля Хуана II, изгнали «иностранцев» и перенесли войну в соседнее королевство Арагон.
После объявления войны принц Астурийский мобилизовал свое войско, констеблей и дворян, поддерживавших его: архиепископа Толедо, графа Альба, графа Аро, графа Пласенсии, графа де Кастаньеда и Иньиго Лопес де Мендоса ― в сторону Бургоса, куда они прибыли в начале июня, в то время как войска Хуана Наваррского закрепились в Памплиеге, всего в шести лье от Бургоса, после переброски короля в замок Портильо, оставаясь в под опекой графа Кастро, хотя позже Хуан Наваррский удалился в Паленсию после получения известия о том, что король Хуан II бежал из замка Портильо 16 июня благодаря помощи королевы Марии, которая перешла на другую сторону, потому что до этого она сотрудничала со своими братьями инфантами Хуаном и Энрике Арагонскими, вскоре после того, как в Мохадосе королева пообещала королю поддержать его «против всех людей мира, даже если бы они имели королевский статус и были близки к нему в какой-либо степени» и гарантировать, что «он добился полной свободы своей личности и мог править и управлять своими королевствами свободно». Наконец, Хуан Наваррский отступил к наваррской границе, хотя и не пересек её, ожидая вмешательства своего старшего брата, короля Арагона Альфонсо Великодушного, поскольку объявление войны принцем Астурийским нарушило Толедское соглашение 1436 года.
Отступление короля Наварры Хуана было использовано королем Кастилии Хуаном II, чтобы захватить его основные кастильские владения, и таким образом были взяты Медина-дель-Кампо, Ольмедо, Роа и Пеньяфьель: последний город пал 16 августа после месяца осады. Так, когда через десять дней послы короля Арагона Альфонсо Великодушного прибыли к кастильскому двору, располагавшемуся в то время в селении Торресандино, они мало что могли сделать, чтобы убедить Хуана II вернуться к тому, что было оговорено в Толедском соглашении, и вернуть занятые им замки. Кроме того, кастильский король потребовал от короля Наварры ухода из «своих королевств» и для этого приказал войску из 1500 человек отправиться к границе с Наваррой, а другой армии под командованием принца Астурийского и коннетабля Альваро де Луна пересекла Сьерра-де-Гвадаррама, чтобы оккупировать земли Ордена Сантьяго, магистром которого был инфант Энрике Арагонский, и Ордена Калатравы, магистром которого был внебрачный сын короля Наварры Альфонсо.
25 сентября 1444 года между двумя противоборствующими сторонами было заключено пятимесячное перемирие, которым, однако, воспользовался король Кастилии Хуан II, чтобы конфисковать все кастильские владения инфантов Арагонских. Следовательно, новое посольство короля Арагона Альфонсо Великодушного не добилось никаких результатов, несмотря на то, что его члены угрожали кастильскому королю, что с ним может случиться «massa gran nuisance e congoxa», если он не предпримет шагов к примирению в « доброжелательность и братство» со своими двоюродными братьями, инфантами Энрике и Хуаном Арагонскими. Учитывая провал арагонского посольства, Хуан Наваррский готовился к войне, для чего ему удалось получить согласие кортесов Наварры, собравшиеся в Олите, которые одобрили в период с декабря 1444 года по февраль 1445 года важное денежное пожертвование для защиты королевства Наварра от возможного нападения кастильцев. Он также добивался вмешательства своего брата и союзника, короля Арагона Альфонсо Великодушного. Тем временем инфант Энрике Араогнский отошел со своими силами к Лорке, где он собирал войска, завербованные на юге Королевства Валенсия.
После окончания перемирия в феврале 1445 года Хуан Наваррский вторгся в королевство Кастилия и Леон через бассейн Энареса и взял Алькала-ла-Вьеха, Алькала-де-Энарес, Ториху и Санторкас. В ответ король Кастилии двинул свои войска в Эль-Эспинар, где он услышал известие о смерти своей жены, королевы Марии, чтобы затем направиться в сторону Ла-Алькаррии, проходящей через Мадрид и Сан-Мартин-де-Вальдейглесьяс, чтобы избежать соединения армии Хуана Наваррского с армией его брата Энрике Арагонского, наступавшего с юга, чего он не сделать. Встретившись в Санторкас, два инфанта Арагонских соединили свои силы и решили атаковать Алькала-де-Энарес, который только что был восстановлен Хуаном II, и, если кастильский король не устроит там битву, продвинуться в Ольмедо, где они присоединятся к войску кастильской знати. Среди их сторонников были адмирал Кастилии и граф Бенавенте. Как подчеркнул испанский историк Хайме Висенс Вивес, «это был рискованный манёвр, потребовавший окончательного крушения». Они прибыли в Ольмедо 24 марта, где были начаты новые переговоры между королем Кастилии и королем Наварры, но они не увенчались успехом, потому что и кастильский констебль Альваро де Луна и инфант Энрике Астурийский, на стороне Лиги стремились урегулировать конфликт с помощью оружия.

## Развитие битвы
Ольмедо находился во власти короля Хуана II Наваррского, в то время как в Ольмедо за четыре дня до этого проводились кортесы, которые поддерживали Хуана II как короля Кастилии в ущерб инфантам Арагонским, которые пытались контролировать его.
В среду, 19 мая 1445 года, принц Энрике, будущий Энрике IV Кастильский, опрометчиво подъехал верхом к городской стене. Затем его защитники вышли в погоню. Затем кастильские войска атаковали, пытаясь отразить их, и бой стал всеобщим. Сторона роялистов была организована в четыре группы:
- Первой руководили Иньиго Лопес де Мендоса и констебль Альваро де Луна
- Второй под командованием графа Альба-де-Тормес
- Третьей командовал принц Энрике с участием его дворецкого Хуана Пачеко и епископа Куэнки Лопе де Барриентоса
- Четвертую возглавлял Гутьерре де Сотомайор, магистр Ордена Алькантара.

Фракция инфантов Арагонских пользовалась поддержкой знатных кастильских семей, таких как Энрикесы и Пиментели.
Битва началась в пять часов пополудни 19 мая 1445 года, за два часа до захода солнца, и в ходе её войска коннетабля Альваро де Луна столкнулись с одной стороны с войсками инфанта Энрике Арагонского, а с другой — с королем Хуаном II Наваррским. Победа досталась стороне роялистов благодаря тому, что кастильским пехотинцам удалось навязать свои луки и копья феодальной кавалерии на стороне инфантов, хотя решающим было и то, что инфант Энрике Арагонский, главный полководец стороне, вынужден был в критический момент отказаться от боя из-за ранения, полученного им во время боя — «не ударом в руку, как обычно пишут, а копьем, которое пронзило его ладонь и всю нижнюю часть руки», — утверждает историк Хайме Висенс Вивес. Инфантам Энрике и Хуану удалось укрыться в Ольмедо, в то время как остальные кастильские дворяне, которые поддерживали их, были взяты в плен, такие как адмирал Кастилии и граф Кастро, а граф Мединасели перешел на другую сторону в ходе боя. На следующий день пехота вторглась в Арагон и прибыла в Калатаюд. Там инфант Энрике скончался 15 июля в результате ранения, полученного в битве при Ольмедо.
Бой был кровопролитным для своего времени, так как было 22 убитых и множество раненых.

## Последствия
Чтобы попытаться помешать констеблю Альваро де Луна восстановить огромную власть, которой он обладал с 1430 по 1439 год — от перемирия Махано до соглашения Кастронуньо — принцу Энрике Астурийскому удалось получить поддержку кастильских дворян, которые ранее находились на стороне инфантов Арагонских, в том числе адмирала Кастилии и графов Бенавенте, Кастро и Пласенсия. Энрике убедил своего отца, короля Хуана, помиловать их и не конфисковывать их имущество. Однако Альваро де Луна и его сторонники, а также сам принц Астурийский и его советник Хуан Пачеко захватили все поместья и титулы арагонских инфантов, которые, как указывает историк Хайме Висенс Вивес, не послужили победе при Ольмедо укрепить кастильскую монархию, хотя «королевская власть восстановила большую часть своего превосходства в стране», а скорее «она служила только для нового распределения привилегий и вотчин». Таким образом, Альваро де Луна стал новым магистром Ордена Сантьяго, а также получил графство Альбуркерке и власть над городами Трухильо, Медельин и Куэльяр. Иньиго Лопес де Мендоса получил маркизат Сантильяна и графство Реал-де-Мансанарес. Со своей стороны, принц Астурийский дон Энрике получил города Логроньо, Сьюдад-Родриго и Хаэн, а также город Касерес, а Хуан Пачеко получил маркизат Вильена, а также некоторые места на границе с королевством Португалия, и его брат Педро Хирон стал новым магистром Ордена Калатрава.